# Aneuclis semeonovnae
Aneuclis semeonovnae là một loài tò vò trong họ Ichneumonidae.